# Страшевичи (Львовская область)
Страшевичи (укр. Страшевичі) — село в Старосамборской городской общине Самборского района Львовской области Украины.
Население по переписи 2001 года составляло 1198 человек. Занимает площадь 1,4 км². Почтовый индекс — 82081. Телефонный код — 3238.

## Персоналии
- Юрий Винницкий (1660—1713) — религиозный деятель. Митрополит Киевский, Галицкий и всея Руси — предстоятель Униатской церкви.